# Saxhyttan, Hällefors kommun
Saxhyttan är en småort i Grythyttans socken i Hällefors kommun, Örebro län. Den är belägen vid riksväg 63 i södra änden av sjön Saxen, 5 km sydväst om Hällefors. Söder om riksvägen finns Saxhyttans naturreservat, en gammal ängsmark som nu är övervuxen med lövskog.
Hyttans ålder är okänd, i en granskning 1651 anges att Saxhyttan skulle ha byggts 1406 och första blåsningen ägt rum våren året därpå. 1538 skattade Saxhyttan årligen 4 fat järn.
Redan 1625 fanns två masugnar vid Saxhyttan och ännu 1849 var en masugn i drift.